# Cosmorhoe dispar
Cosmorhoe dispar là một loài bướm đêm trong họ Geometridae.